# Adjarra
Adjarra ist eine Stadt und eine 112 km² große Kommune in Benin. Sie liegt im Département Ouémé. 

## Demografie und Verwaltung
Das Kommune hatte bei der Volkszählung im Mai 2013 eine Bevölkerung von 97.424 Einwohnern, davon 47.415 männlich und 50.009 weiblich.
Die sechs Arrondissements der Kommune sind Adjarra I, Adjarra II, Aglogbé, Honvié, Malanhoui und Médédjonou. Kumuliert umfassen sie 53 Dörfer.

## Wissenswertes
Mit der westdeutschen Stadt Kleve wurde 2010 eine Städtepartnerschaft vereinbart.